# Хет Кастеел
„Хет Кастеел Арена“ е стадионът, на който играе нидерландският тим „Спарта“, Ротердам. Известен е с южната си трибуна във формата на замък. Оттам идва и името на стадиона, което преведено означава „Замък“. Построен е през 1915 година и е открит през 1916 година, което го прави най-старото спортно съоръжение в Нидерландия. Първоначално е бил с капацитет от 8 000 седящи места, но сега стадионът е разширен и събира 12 000 души.